# Sverige Nu
Sverige Nu var ett TV-program som sändes i Sveriges Televisions kanal 24 nästan varje vardag och var 25 minuter långt. Programmet lades ner på grund av dåliga tittarsiffror. Sändningarna producerades av SVT Malmö. Den första sändningen skedde den 24 februari 2003 klockan kl 20.33. Då var Marie Nilsson och Niklas Forsberg programledare. År 2004 hade dessa bytts ut mot Ted Bergdahl och Veronica Gardell. Man sände på samma tid ändå, till sommaren 2004 då man flyttades till 21.35 i ett försök att bättre på tittarsiffrorna. Gunilla Fritze var redaktör.